# Rachiplusia nu
Rachiplusia nu là một loài bướm đêm trong họ Noctuidae.